# Batarà barbablanc
El batarà barbablanc (Biatas nigropectus) és una espècie d'ocell de la família dels tamnofílids (Thamnophilidae) i única espècie del gènere Biatas.

## Descripció
- Fa uns 18 cm de llarg. Bec des d'ivori fins argent. Potes des de gris fins blau clar.
- Mascle amb color general marró amb les ales i la cua rogenques i parts inferiors olivàcies. Capell negre sovint aixecat. Línia blanca des de la barbeta, per sota de l'ull i zona auricular que es fa beix pàl·lid al clatell. Cella blanquinosa, de vegades no visible. Gola i pit negre.
- Femella similar al mascle però amb capell vermellós, cella blanquinosa i pit marró olivaci.[1]

## Hàbitat i distribució
Habita els boscos del sud-est del Brasil i nord-est de l'Argentina.